# Gnaeus Gellius
Gnaeus Gellius war ein römischer Geschichtsschreiber. Er lebte im späten 2. Jahrhundert v. Chr. Sein nur äußerst fragmentarisch erhaltenes Werk wird zur „Älteren Annalistik“ gerechnet.

## Leben
Gnaeus Gellius ist aufgrund der spärlichen Überlieferung zu seiner Person eine ziemlich schattenhafte Gestalt. Einen Anhaltspunkt für Gellius’ Lebenszeit liefert Cicero in seinem Werk De divinatione, in dem er in einem kurzen Verzeichnis römischer Historiker die Gellier (Pluralform) zeitlich nach den Fabiern und vor Coelius ansetzt, also wohl Gnaeus Gellius als nach Quintus Fabius Pictor und vor Lucius Coelius Antipater schreibend betrachtet. Laut Censorinus lebte Gellius ebenso wie die Historiker Lucius Calpurnius Piso Frugi und Lucius Cassius Hemina zur Zeit der meist auf 146 v. Chr. datierten vierten Säkularspiele, über die er in seinen Annalen berichtete. Das Pränomen Gnaeus des Geschichtsschreibers ist durch mehrere Testimonien bezeugt. Vielleicht ist er mit jenem Münzmeister der Römischen Republik identisch, der um 138 v. Chr. verschiedene Typen von Münzen (ein Denar und drei Bronzemünzen) prägte, die mit den Buchstaben CN GEL oder CN GELI gekennzeichnet sind. Nicht nachweisbar ist die Identifizierung des Historikers mit jenem gleichnamigen Gnaeus Gellius, gegen den Cato der Ältere in einem Sponsionsprozess eine Rede für Lucius Turius hielt.

## Werk
Gnaeus Gellius verfasste eine von der Frühzeit bis mindestens ins Jahr 146 v. Chr. reichende, von mehreren antiken Autoren Annales titulierte Darstellung der römischen Geschichte. Dieses Werk, von dem nur etwas mehr als dreißig meist kurze Fragmente erhalten sind, wies einen ungewöhnlich großen Umfang auf und schilderte vor allem die Anfänge Roms weitschweifig. Im 3. Buch stand die Geschichte vom Raub der Sabinerinnen, wie der lateinische Schriftsteller Aulus Gellius berichtet, der daraus ein Gebet der Hersilia, der Gemahlin des Romulus, an Neria, die Gattin des Mars, wörtlich zitiert. Im 15. Buch war die Eroberung Roms durch die Gallier behandelt, also etwa die Epoche um 389 v. Chr., im 30. oder 33. Buch das Jahr 216 v. Chr. erreicht. Demnach dürfte Gnaeus Gellius die römische Geschichte bis zur Brandschatzung Roms durch die Gallier etwa dreimal so ausführlich wie Titus Livius und ebenso ausführlich wie Dionysios von Halikarnassos behandelt haben, die folgende Epoche hingegen ebenso wie Livius. Der Grammatiker Charisius zitiert sogar eine chronologisch nicht fixierbare Angabe aus dem 97. Buch des Gellius, doch wird diese Buchzahl in der modernen Forschung häufig angezweifelt und niedriger angesetzt. Manche Althistoriker halten sie aber für zuverlässig; denn es steht beispielsweise fest, dass das Werk des jüngeren Annalisten Valerius Antias mindestens 75 Bücher umfasste.
Die Mehrzahl der zitierten Fragmente aus dem Werk des Gnaeus Gellius stammt aus der Zeit der römischen Frühgeschichte bis hin zu den Anfängen der Republik; für die spätere Zeit sind sie wenig ergiebig. In der Forschung wurden verschiedene spekulative Erklärungen für die große Breite von Gellius’ Annalen vorgebracht, beispielsweise, dass er die Annales maximi verwendet oder phantasievoller Ergänzungen der spärlichen Tradition gemacht habe durch Reden, Motivationen und Handlungselemente, die nach den Regeln der Plausibilität (griechisch εικός, eikós) erfunden seien. Friedrich Münzer nahm an, dass Gellius nach dem Vorbild des Timaios und Cato öfters griechische Sagen in die italische Frühgeschichte verflocht und auf Namensanklänge weitgehende Hypothesen aufbaute, wodurch die Ausführlichkeit des ersten Teils seiner Annalen erklärbar sei. Wahrscheinlich war die umfassende Ausgestaltung der römischen Frühzeit für die Spätannalistik richtungsweisend.
Wie andere ältere Annalisten interessierte sich Gnaeus Gellius für Kulturgeschichtliches und archaische Religion. Auch berichtete er von den Erfindern verschiedener Kulturtechniken, so des Alphabets, der Medizin sowie der Maße und Gewichte. Seine Sprache ist bis auf einige Extravaganzen (Vorliebe für Formen auf -abus, Genitiv lapiderum) relativ unauffällig.

## Rezeption
Der 66 v. Chr. verstorbene römische Historiker Gaius Licinius Macer benutzte Gnaeus Gellius als Quelle, ebenso später Dionysios von Halikarnassos, der Gellius sechsmal für die Geschichte der Königszeit und der Republik bis zum Decemvirat anführt und einige von dessen groben chronologischen Fehler tadelt. Unsicher ist, ob Gellius von Cicero als Gewährsmann verwendet wurde; Titus Livius erwähnt ihn jedenfalls nie. Zitate des Gellius bei späteren Antiquaren und Grammatikern (zum Beispiel bei Aulus Gellius und Servius) sind vielleicht durch Marcus Terentius Varro vermittelt. Dies wird zwar häufig vermutet, ist aber nicht im strengen Sinn erwiesen.